# Mellicta parthenopsis
Mellicta parthenopsis är en fjärilsart som beskrevs av Hormuzaki 1925. Mellicta parthenopsis ingår i släktet Mellicta och familjen praktfjärilar. Inga underarter finns listade i Catalogue of Life.